# Don Gummer
Don Gummer (Louisville, 1946. december 12. –) amerikai szobrász.
Az 1980-as évek közepén a nagyméretű, szabadon álló, gyakran bronzból készült alkotásokra helyezte át a hangsúlyt. Az 1990-es években számos más anyagot is felhasznált, például rozsdamentes acélt, alumíniumot és ólomüveget. A nagyméretű szabadtéri alkotások iránti érdeklődése a köztéri művészet iránti érdeklődéshez is vezetett.
1978-ban feleségül vette Meryl Streep amerikai színésznőt, négy gyermekük született.
A Kentucky állambeli Louisville-ben született, és Indianában nőtt fel. Dorothy Ann és William Adolph Gummer gyermeke. Öt testvére van: William, Jack, Richard, Steven és Mark.
A Ben Davis High School, majd a Herron School of Art tanulója volt 1964-től 1966-ig. 1966-tól 1970-ig a School of the Museum of Fine Artson tanult, majd a Yale School of Art tanulójaként diplomázott. David von Schlegellel együtt tanult.